# Carine (diamant)
Pour les articles homonymes, voir Carine.
Le diamant Carine est le huitième plus gros diamant découvert dans le Crater of Diamonds State Park en Arkansas (États-Unis). Ce diamant de couleur chocolat de 7,46 carats a été découvert par un prospecteur français, Julien Navas, le 11 janvier 2024,,,.
Julien Navas a donné au diamant le prénom de sa fiancée et le fera tailler pour orner l'alliance de sa future femme,,.
|  |  |

## Le cratère des diamants
Le Cratère des Diamants, situé en Arkansas, est un parc d'État où le public peut chercher des diamants et les garder. Ce site, d'environ 37,5 hectares, est une ancienne zone volcanique dont le sol riche en kimberlite contient des diamants.
Découvert en 1906 par un agriculteur, John Huddleston, il a d'abord été exploité commercialement avant de devenir un parc public en 1972. Plus de 35 000 diamants ont été découverts par les visiteurs du parc, parmi les diamants notables trouvés sur le site figurent le "Uncle Sam" de 40,23 carats, le plus gros diamant jamais découvert aux États-Unis, l'"Amarillo Starlight" de 16,37 carats, le "Star of Arkansas" de 15,33 carats et l'"Esperanza" de 8,52 carats.
|  |  |